# Demjén
Demjén es un pueblo ubicado en el distrito de Eger, en el condado de Heves, Hungría.

## Superficie
Posee una superficie de 25,08 kilómetros cuadrados.

## Demografía
Hasta 2019 la población era de 641 habitantes, con una densidad de población de 25,56 habitantes por kilómetro cuadrado.